# 오큘러스 고

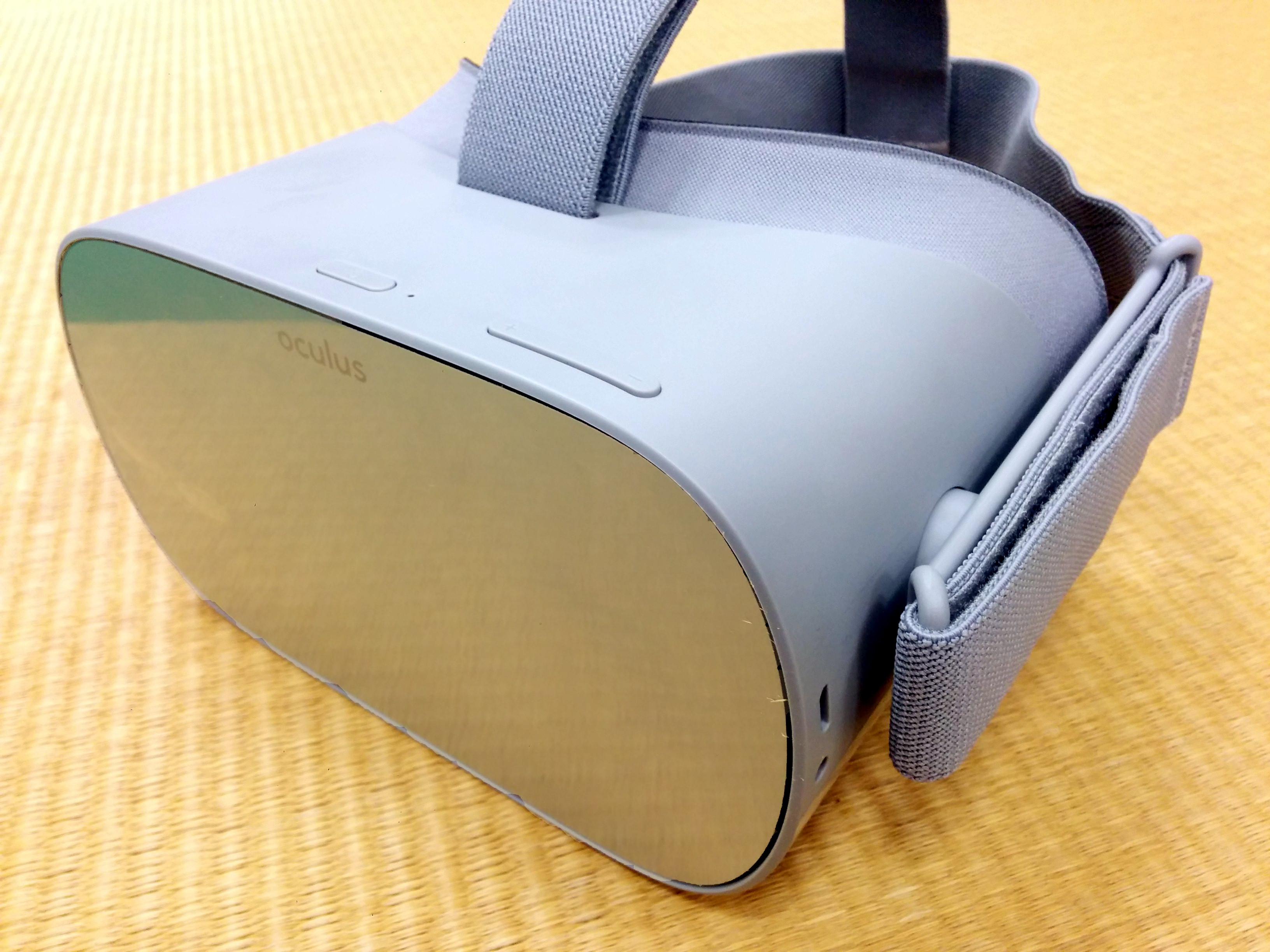

오큘러스 고(Oculus Go)는 메타 리얼리티 랩스(Meta Reality Labs, 구 '페이스북 테크놀로지스')가 퀄컴 및 샤오미와 협력하여 개발한 독립형 가상 현실 헤드셋이다. 페이스북 테크놀로지의 가상현실 헤드셋 1세대에 속하며, 고 출시 당시 새로운 카테고리였던 독립형 VR 헤드셋 카테고리의 회사 최초 기기다. 오큘러스 고는 2017년 10월 11일 오큘러스 커넥트 개발자 컨퍼런스에서 공개되었으며 2018년 5월 1일에 출시되었다. 샤오미는 2018년 5월 31일 Mi VR 스탠드얼론으로 중국에서 자체 헤드셋 버전을 출시했다.
오큘러스 고는 올인원 헤드셋이다. 즉, 가상 현실 경험을 제공하는 데 필요한 모든 구성 요소가 포함되어 있으며 사용하기 위해 외부 장치에 연결할 필요가 없다. 퀄컴 스냅드래곤 821 칩셋과 애플리케이션에 따라 하나의 눈에  1280 × 1440 픽셀의 해상도와 72 또는 60Hz의 재생률을 가진 단일 5.5인치 LCD 디스플레이가 장착되어 있다. 이 헤드셋은 회사의 이전 헤드셋인 오큘러스 리프트에 사용된 것보다 개선된 프레넬 렌즈를 사용하며 약 101도의 시야를 제공하여 고에 1도당 12.67픽셀의 디스플레이 충실도를 제공한다. 입력은 레이저 포인터와 매우 유사한 기능을 하는 무선 컨트롤러가 제공된다. 헤드셋과 컨트롤러는 비위치 3자유도 추적을 활용하므로 앉거나 서서 활동할 수 있지만 룸스케일 애플리케이션에는 적합하지 않다.
이 헤드셋은 안드로이드 모바일 운영 체제를 사용하며 페이스북, 헤드셋의 내부 저장소, 유튜브, 넷플릭스 및 훌루와 같은 스트리밍 서비스와 같은 다양한 소스의 기존 및 몰입형 비디오 및 기타 미디어를 시청하기 위한 애플리케이션을 포함한다. 추가 소프트웨어는 페이스북 테크놀로지스에서 만들고 유지 관리하는 디지털 배포 플랫폼인 오큘러스 스토어를 통해 제공된다.
이 헤드셋은 2017년 10월 11일에 발표되었고 2018년 5월 1일에 출시되어 일반적으로 긍정적인 평가를 받았다. 2019년 7월까지 Go는 200만 대 이상 판매된 것으로 추정된다. 2020년 6월 23일, 페이스북 테크놀로지스는 그해 후반에 오큘러스 고 판매를 종료하고 2020년 12월 4일 이후 오큘러스 스토어에 새로운 고 앱 또는 앱 업데이트를 허용하지 않을 것이라고 발표했다.
헤드셋이 출시된 후 얼마 지나지 않아 일부 사용자는 헤드셋에 문제가 있음을 알게 되었다. 첫 번째 이슈는 기어 VR에 대한 의도적 애착이었다. 오큘러스는 페이스북이 인수하기 전 VR 산업에서 성공을 거두며 많은 VR 기기용 VR 소프트웨어를 만들었고, 2013년 삼성이 VR 개발 준비를 하던 중 눈에 띈 이유 중 하나였다. 그러나 오큘러스는 이전에 그렇게 방대한 VR 경험을 실제로 만든 적이 없다. 그래서 고의 출시와 함께 사람들은 완전히 기어 VR 기반 경험을 보고 있었다. 기어 VR이 충분히 발전하지 않았고 스토어에 앱이 없고 커뮤니티가 작았기 때문에 이것이 문제였다.
고는 오큘러스 개발의 디딤돌이었다. 기어 VR로 인한 고의 실패는 오큘러스가 다른 플랫폼에 대한 스토어와 인터페이스를 강화하게 만들었고, 삼성이 마침내 기어 VR을 중단하게 된 주된 이유 중 하나였다. 리프트 및 퀘스트 시리즈는 더 새로워진 것처럼 보이는 새롭고 업데이트된 플랫폼에서 실행되었으며 이러한 장치는 고보다 더 나은 것으로 보였다. 퀘스트 2는 VR 업계에서 가장 큰 히트작 중 하나였다.